# Kungarna

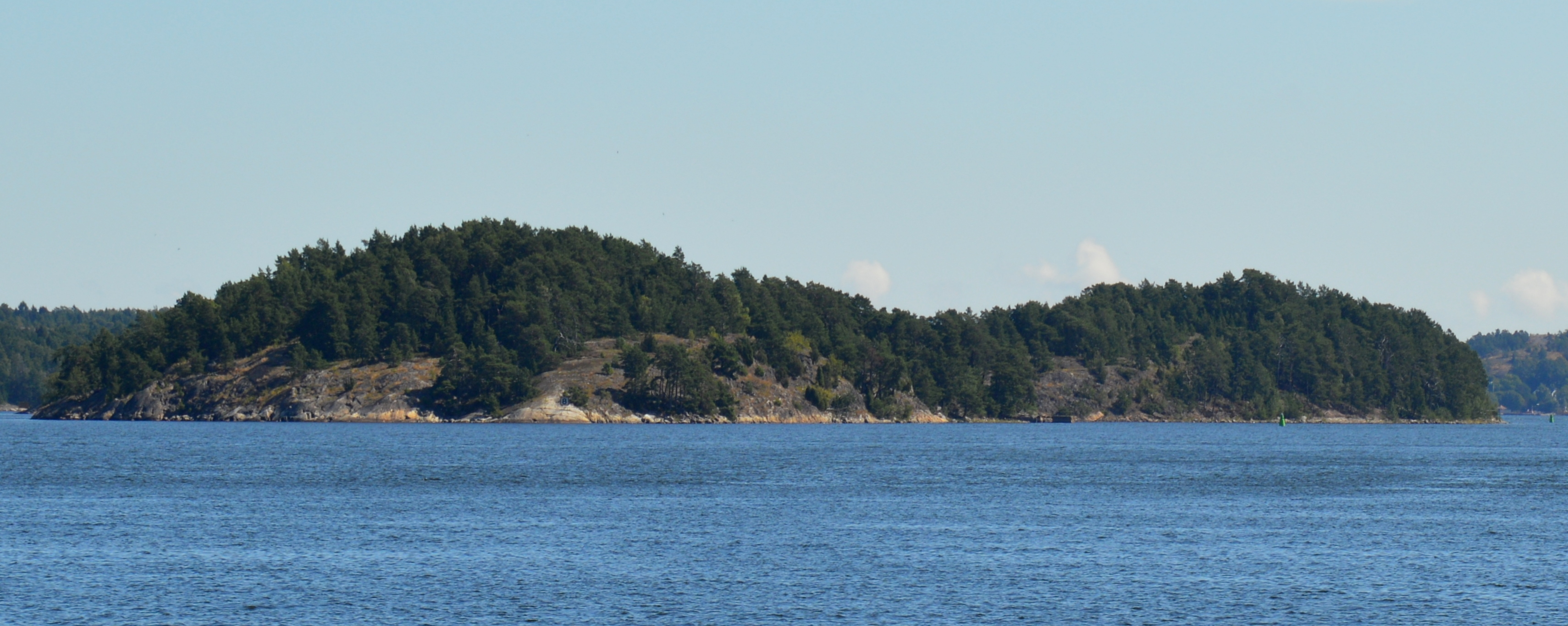
Kungarna, Blick von Westen

Kungarna ist eine zu Schweden gehörende Inselgruppe im Stockholmer Schärengarten.
Die aus zwei unbewohnten Inseln bestehende Gruppe gehört zur Gemeinde Vaxholm. Nördlich liegt Risholmen, nordöstlich Norra Idskär und Södra Idskär, südöstlich Kungsborg und südlich Mormorsholmen. Südlich und nördlich Kungarnas verläuft die Schiffspassage von der Ostsee nach Stockholm. 
Die westliche Insel der Gruppe erstreckt sich von Nordwesten nach Südosten über etwa 300 Meter, bei einer Breite von bis zu 150 Metern. Etwa 50 Meter weiter östlich liegt die zweite Insel mit einer Nordwest/Südöstlichen Ausdehnung von etwa 400 Metern bei einer maximalen Breite von etwa 110 Metern. Beide Inseln sind bewaldet und unbebaut.
Koordinaten: 59° 22′ N, 18° 22′ O